# جووانی دومنیکو ناردو
جووانی دومنیکو ناردو (ایتالیایی: Giovanni Domenico Nardo؛ ۴ مارس ۱۸۰۲ – ۷ آوریل ۱۸۷۷) یک دانشمند در زمینه گیاه‌شناسی و جانورشناسی اهل ایتالیا بود.